# لوئیس فرهلست
لوئیس فرهلست (انگلیسی: Louis Verhelst؛ زادهٔ ۲۸ اوت ۱۹۹۰) دوچرخه‌سوار اهل بلژیک است.
از باشگاه‌هایی که در آن بازی کرده‌است می‌توان به تیم دوچرخه‌سواری کوفیدیس، و تیم دوچرخه‌سواری کوفیدیس، اشاره کرد.